# حارة اللجنة الدائمة (صنعاء)
حارة اللجنة الدائمة هي إحدى حارات حي الثورة بمديرية الثورة إحد مديريات العاصمة اليمنية صنعاء، بلغ تعداد سكانها 2351 نسمة حسب تعداد اليمن لعام 2004.